# 米德韋 (明尼蘇達州馬諾門縣)
米德韋（英語：Midway）是位於美國明尼蘇達州馬諾門縣拉加爾德鎮區的一個普查規定居民點。

## 人口
根據2020年美國人口普查的數據，米德韋的面積為5.21平方千米，當中陸地面積為4.80平方千米，而水域面積為0.41平方千米。當地共有人口20人，而人口密度為每平方千米3.84人。